# Cinetomorpha nesophila
Espèce
Synonymes
- Yumates nesophila Chamberlin, 1924

Cinetomorpha nesophila est une espèce d'araignées aranéomorphes de la famille des Oonopidae.

## Distribution
Cette espèce est endémique du Mexique. Elle se rencontre en Basse-Californie du Sud et en Basse-Californie sur l'île Ángel de la Guarda.

## Description
Le mâle holotype mesure 2 mm.
Le mâle décrit par Ott, Ubick, Bonaldo, Brescovit et Harvey en 2019 mesure 1,70 mm et la femelle 1,68 mm.

## Publication originale
- Chamberlin, 1924 : The spider fauna of the shores and islands of the Gulf of California. Proceedings of the California Academy of Sciences, sér. 4, vol. 12, p. 561-694 (texte intégral).